# Medaile Za vojenskou službu Ukrajině
Medaile Za vojenskou službu Ukrajině (ukrajinsky медаль «За військову службу Україні») je státní vyznamenání Ukrajiny udílené za odvahu a nezištné činy při ochraně státních zájmů Ukrajiny a za další zásluhy o obranyschopnost státu.

## Historie
Medaile byla založena dekretem prezidenta Ukrajiny Leonida Kučmy č. 931/96 ze dne 5. října 1996, kterým byla zavedena insignie prezidenta Ukrajiny – medaile Za vojenskou službu Ukrajině. Dekret obsahuje i popis nové medaile. Dne 16. března 2000 přijala Nejvyšší rada Ukrajiny zákon O státních vyznamenáních Ukrajiny, který zavedl medaili Za vojenskou službu Ukrajině. Zákon také stanovil, že se nová pravidla vztahují i na předchozí udílení stejnojmenné insignie prezidenta. Zákon také prezidentu Ukrajiny doporučil, aby svá rozhodnutí o udílení ocenění uvedl do souladu s přijatým zákonem. Medaile je udílena příslušníkům Ozbrojených sil Ukrajiny a dalších vojenských formací vytvořených právními předpisy Ukrajiny, stejně jako dalším osobám za odvahu a nezištné činy při ochraně státních zájmů Ukrajiny a může být udělena i cizincům.

## Pravidla udílení
Medaile je udílena za osobní odvahu a statečnost a nezištné činy při ochraně státních zájmů Ukrajiny, za dosažení vysoké bojové připravenosti vojsk a zajištěné obranyschopnosti Ukrajiny, za příkladnou vojenskou službu, za plnění zvláštních úkolů k zajištění státní bezpečnosti Ukrajiny, za zásluhy o ochranu státní hranice Ukrajiny a za pětadvacet let příkladné vojenské služby. Může být udělena občanům Ukrajiny, cizím státním příslušníkům i osobám bez státní příslušnosti a lze ji udělit i posmrtně.

## Popis medaile
Medaile je vyrobena ze stříbra a má podobu věnce z dubových listů. Na věnci je výjev symbolizující vojenské složky, a to raketa, dělo, šavle, bojová trubka, vlajky a podobně. Průměr věnce je 40 mm. Zadní strana je hladká s vyraženým sériovým číslem vyznamenání.
Medaile je spojena jednoduchým očkem s obdélným blokem o rozměrech 42 × 28 mm potaženým stuhou z hedvábného moaré. Stuha je široká 28 mm. Je tmavě modrá, na obou stranách ohraničená proužkem žluté barvy širokým 2 mm a pruhem světle modré barvy širokým 6 mm.